# フォックス (ミサイル巡洋艦)
| USS Fox (DLG-33) | |
| 艦歴             | |
| 発注             | 1962年1月16日 |
| 起工             | 1963年1月15日 |
| 進水             | 1964年11月21日 |
| 就役             | 1966年5月28日 |
| 退役             | 1994年4月15日 |
| その後           | |
| 除籍             | 1994年4月15日 |
| 性能諸元         | |
| 排水量           | 7,930トン |
| 全長             | 547 ft |
| 全幅             | 55 ft |
| 吃水             | 28 ft 10 in |
| 機関             | ギヤード蒸気タービン2基2軸 4缶、85,000 shp                                                                                  |
| 最大速           | 30ノット |
| 航続距離         | |
| 乗員             | 士官、兵員418名 |
| 兵装             | 54口径5インチ砲1基 3インチ砲2基 テリア・ミサイルランチャー1基 15.5インチ魚雷発射管6基 ハープーン・ミサイル ファランクスCIWS |
| 航空機           | |
| モットー         | |

フォックス (USS Fox, DLG/CG-33) は、アメリカ海軍のミサイル巡洋艦。ベルナップ級ミサイル巡洋艦の8番艦。艦名はリンカーン大統領の下の海軍次官、グスターヴ・フォックスに因んで命名された。その名を持つ艦としては2隻目。

## 艦歴
フォックスは1963年1月15日にカリフォルニア州サンペドロのトッド・パシフィック造船所で起工する。前太平洋艦隊巡洋艦駆逐艦隊司令官のフランク・ヴァーデン海軍少将が命名式を統轄、1964年11月21日に進水し、1966年5月28日にロングビーチ海軍造船所でロバート・O・ウィランダー艦長の指揮下ミサイル・フリゲートとして就役した。
就役後は10月6日に母港のサンディエゴへ移動する。フォックスは太平洋艦隊初の対潜ロケット(ASROC)および艦対空ミサイルを同一の発射システムから発射することができる艦であった。
1966年から1993年まででフォックスは紛争地域に15回の配備が行われた。初期の配備では西太平洋地域におけるベトナム戦争への支援があり、北ベトナムの沖合での救援活動および空母を発進した攻撃機の誘導、指揮などを行った。通常は一日に200回の海軍および空軍機による作戦行動のモニターを行った。1967年10月23日、フォックスの航空管制官は空母コンステレーション (USS Constellation, CV-64) を発艦した二機のF-4戦闘機にハノイ上空で北ベトナム軍のMIG-21戦闘機を迎撃するよう指示した。この指令はベトナム戦争においてフォックスが下した初の指令であった。迎撃は成功し、北ベトナム機は撃墜された。この功績によりフォックスは部隊勲功章を受章した。
ベルナップ級は1961年および62年会計年度予算案で承認され、フォックスは姉妹艦と同様に当初ミサイル・フリゲートとして分類された。その設計は「シングル=エンド」形式の誘導ミサイル・プラットフォームであり、航空母艦の対空支援および空戦サポートを目的とした。1975年6月30日に艦種再編が行われベルナップ級はミサイル巡洋艦に変更された。
フォックスは1976年に初めて紅海への訪問を行う。ペルシャ湾への初の配備は1980年11月であった。1980年代のイラン・イラク戦争では主にホルムズ海峡やアラビア海での石油タンカーの護衛任務に従事した。この間の業績によりフォックスは二度目の部隊勲功章を受章している。
1993年、ホルムズ海峡においてフォックスはイランの海岸からの小型船に接近された。その船は旧式の給水船であることが確認された。当日は霧がかかっていたが、レーダーの反応によると給水船から小型艇が発艦したことが確認された。それらはそれぞれ二名が乗り込んだボートであった。ボートはフォックスを取り囲んだ後母船に帰還した。フォックスの乗組員は交戦規則に従ってボートに対する処置を講じなかった。しかしその後、2000年に発生した米艦コール襲撃事件の発生状況に類似していたことから、この一件はテロへのリハーサルではなかったかと考えられるようになった。
フォックスはインド洋、ペルシャ湾での業績に対し3つの「Battle "E" Ribbon」、2つの海軍遠征記章を受賞し、ベトナム戦争での業績に対して2つの国防従軍記章、2つの青銅星章を、南西アジアでの業績に対し海上配備記章、ベトナム従軍記章、1つの青銅星章を受章した。
フォックスは1993年の終わり頃に最後の巡航を終え、直ちに不活性化の準備に入った。その後1994年4月中旬に退役し、1995年には廃棄のため売却された。